# エリック・ヴィーシャウス
エリック・F・ヴィーシャウス（Eric F. Wieschaus、1947年6月8日- ）はアメリカ合衆国の発生生物学者。インディアナ州サウスベンド出身。1995年、初期胚発生の遺伝的制御に関する発見により、エドワード・ルイス及びクリスティアーネ・ニュスライン＝フォルハルトと共に、ノーベル生理学・医学賞を受賞した。 

## 経歴
彼の研究の大部分は、キイロショウジョウバエの胚形成、特に、ショウジョウバエ胚期初期の発生の様式についての研究である。この時期に使用されている遺伝子産物の大部分はすでに未受精卵の中に有り、母親の転写によって卵形成の間に作られる。しかしながら、少数の遺伝子産物は胚期のショウジョウバエ自身によって産生されることで供給される。彼はこれらのzygotically active genesに注目した。これは彼が一時的で空間的な転写のパターンが胚の成長の正常な順序をコントロールする誘因を提供するかもしれないと考えているからである。ノーベル生理学・医学賞の他に、1995年アメリカ遺伝学会メダル、1999年メンデル・メダルも受賞。
2005年現在、彼はプリンストン大学のエドワード・ロビンソン・スクイブ分子生物学教授職である。彼には三人の娘がおり、夫人は分子生物学者ゲルトルート・シュプバッハ（Gertrud Schüpbach）である。シュプバッハもプリンストン大学の分子生物学の教授で、ショウジョウバエの卵形成の研究を行っている。